# Phthonandria conjunctiva
Phthonandria conjunctiva är en fjärilsart som beskrevs av W. Warren 1896. Phthonandria conjunctiva ingår i släktet Phthonandria och familjen mätare. Inga underarter finns listade i Catalogue of Life.